# Perama
Perama (tiếng Hy Lạp: ?) là một khu tự quản ở vùng Attiki, Hy Lạp. Khu tự quản Perama có diện tích 15 km², dân số theo điều tra ngày 18 tháng 3 năm 2001 là 26684 người.